# Metephestia simplicula
Metephestia simplicula är en fjärilsart som beskrevs av Philipp Christoph Zeller 1881. Metephestia simplicula ingår i släktet Metephestia och familjen mott. Inga underarter finns listade i Catalogue of Life.